# 莫拉蒂利亚德洛斯梅莱罗斯
莫拉蒂利亚德洛斯梅莱罗斯，是西班牙卡斯蒂利亚-拉曼恰瓜达拉哈拉省的一个市镇。总面积29平方公里，总人口100人（2001年），人口密度3人/平方公里。